# Радничка партија Конга
Радничка партија Конга (фр. Parti congolais du travail) је политичка партија у Републици Конго, основана 1969. године. Основана је као марксиситичко-лењинистичка партија, те је била на власти у Конгу од 1970. до 1990. године. Од почетка 1990-их, напустила је позицију крајње левице и приближила се левом центру.

## На власти: 1970–1990.
После доласка на власт војним ударом, нови председник Марјан Нгуаби основао је Радничку партију Конга, једину дозвољену политичку партију на власти од њеног оснивања. Идеологија партије темељила се на совјетској верзији марксизма-лењинизма. Врхом партије доминирали су војни официри, иако је у начелу власт била цивилна. Осим доминације официра, важније функције унутар партије држали су људи са севера Конга, за разлику од оних са југа.
Током 1970-их, унутар партије се формирала радикална прокинеска фракција, чији су најзначајнији представници били Анж Дијавара и Клод-Ернест Ндала. Ова је група покушала да изврши безуспешан државни удар против Нгуабија у фебруару 1972. године. Припадници десног крила партије били су више под утицајем трибализма, него марксизма-лењинизма. Један од њихових вођа био је Јоаким Јомби Опанго.
Након што је Нгуаби убијен у марту 1977. године, на челу партије га је наследио Јомби Опанго. Међутим, опозиција унутар партије била је незадовољна његовим десним скретањима, па су га до 1979. маргинализовали и истуснули из партије. Наследио га је Дени Сасу Нгесо, још један официр са севера земље. Долазак Нгесоа, представника леве фракције, означио је већу бољшевизацију партије. Упркос томе, Нгесо није био радиклани марксиста ни теоретски идеолог. Његову владавину обележио је прагматизам у домаћој и спољној политици, односно одржавање одбрих односа и са Западним и са Источним блоком.
Нгесо је до 1980-их учврстио положај у партији, иако је и даље водио обрачуне с представницима појединих политичких фракција. Промене у Источном блоку, крајем 1980-их, подстакле су немире у Конгу. Због тога је Нгесо био принуђен да 1990. године уведе вишепартијски систем и сазове Националну конференцију 1991. године. На конфернецији је ограничена власт Радничке партије Конга, а Нгесо више није имао значајан утицај у земљи.

## Политичка активност после 1990. године
Од 1992. до 1997. године, РПК је деловала у опозицији. У том је раздобљу напустила марксизам-лењинизам, те усвојила социјализам и неке одлике неомарксизма. Дени Сасу Нгесо и даље је остао утицајна личност у партији, те је поново дошао на чело државе након почетка грађанског рата 1997. године.
Политички програм РПК више се не темељи толико на идеологији. Упркос томе, партија и даље има највећу подршку на северу земље, од камо је и долазио највећи део њеног чланства у периоду 1970—1990. године.
Нгесо је победио на председничким изборима марта 2002. године, као кандидат коалиције РПК и Уједињених демократских снага, освојивши 89,4% гласова. Радничка партија је на парламентарним изборима у мају 2002. године освојила 53 од 137 посланичких места у Националној скупштини Конга.
на Петом ванредном кон гресу РПК 2006. године, Нгесо је поновно био изабран за секретара Централног комитета партије. Конгрес је изабрао више од 500 чланова Централног комитета (до тада је обично било око 150 чланова ЦК). Исто тако је у Политбиро изабрано 60 чланова, док их је до тада обично било око 15.
Нгесо је од 2006. године покренуо политику ширења базе партије, али је ова иницијатива наишла на снажно противљење конзервативних чланова РПК, вођених од Жистина Лекунзоуа.
На парламентарним изборима 2007. године, РПК је освојила 46 посланичких места. Међутим, партије здружене у тзв. Покрет за председничку већину, осигурале су Нгесоу 125 од 137 места у корист РПК. Док су партије унутар Покрета задржале своје политичке идентитете, Нгесо је успео да консолидује одређену бирачку базу на коју може да рачуна и убудуће.